# Cynothérapie

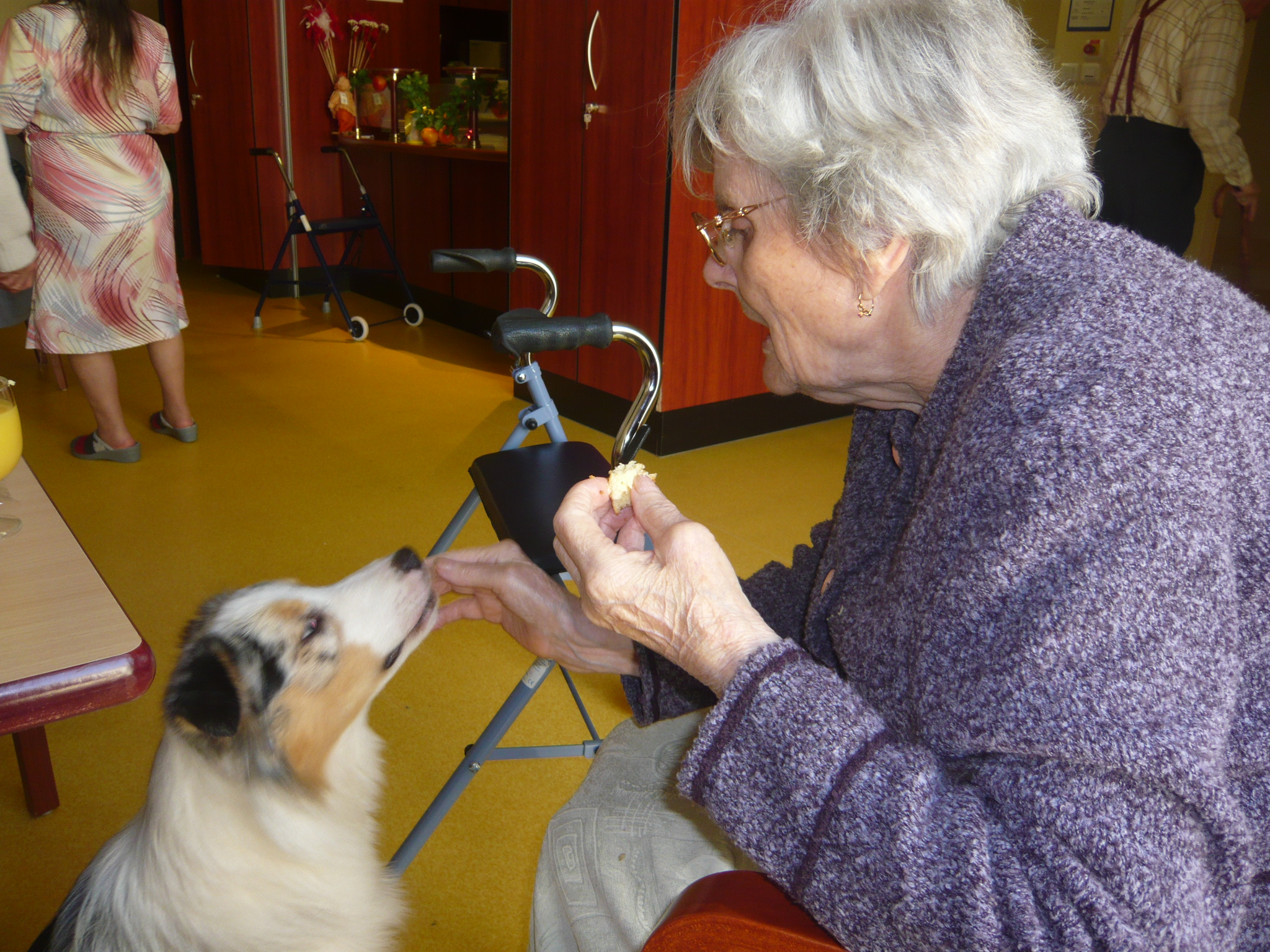
Séance de cynothérapie avec une personne âgée.

La cynothérapie est le soin de troubles humains, avec pour médiateur un chien dit « thérapeutique ». Il s'agit d'une branche de la zoothérapie. Il ne faut pas confondre le chien de thérapie avec le chien d'assistance, car contrairement à ce dernier, il intervient dans un cadre médicalisé et en présence systématique d'un thérapeute, sans être gardé au domicile de la personne à assister. Ces chiens interviennent généralement pour des thérapies complémentaires de médiation, par exemple auprès de personnes handicapées (autisme) ou avec troubles psychiques (schizophrénie).

## Étymologie
Le terme cyno vient du grec kunos qui signifie « chien », et du français « thérapie », issu du grec therapia qui désigne le soin.

## Histoire
Dans les années 1960, le pédopsychiatre Boris Levinson, exerçant à new York, remarque qu'un enfant autiste qu'il reçoit en consultation établit une communication affective avec son chien. La création de la première association internationale de chiens de thérapie (en anglais, therapy dogs) est attribuée à l'Américaine Elaine Smith, une nourrice agréée qui travaillait avec son chien, un Golden retriever, et a remarqué l'attrait des enfants pour son animal. En 1976, elle crée un programme de visites d'hôpitaux avec des chiens dressés dans cet objectif.

## Rôle du chien

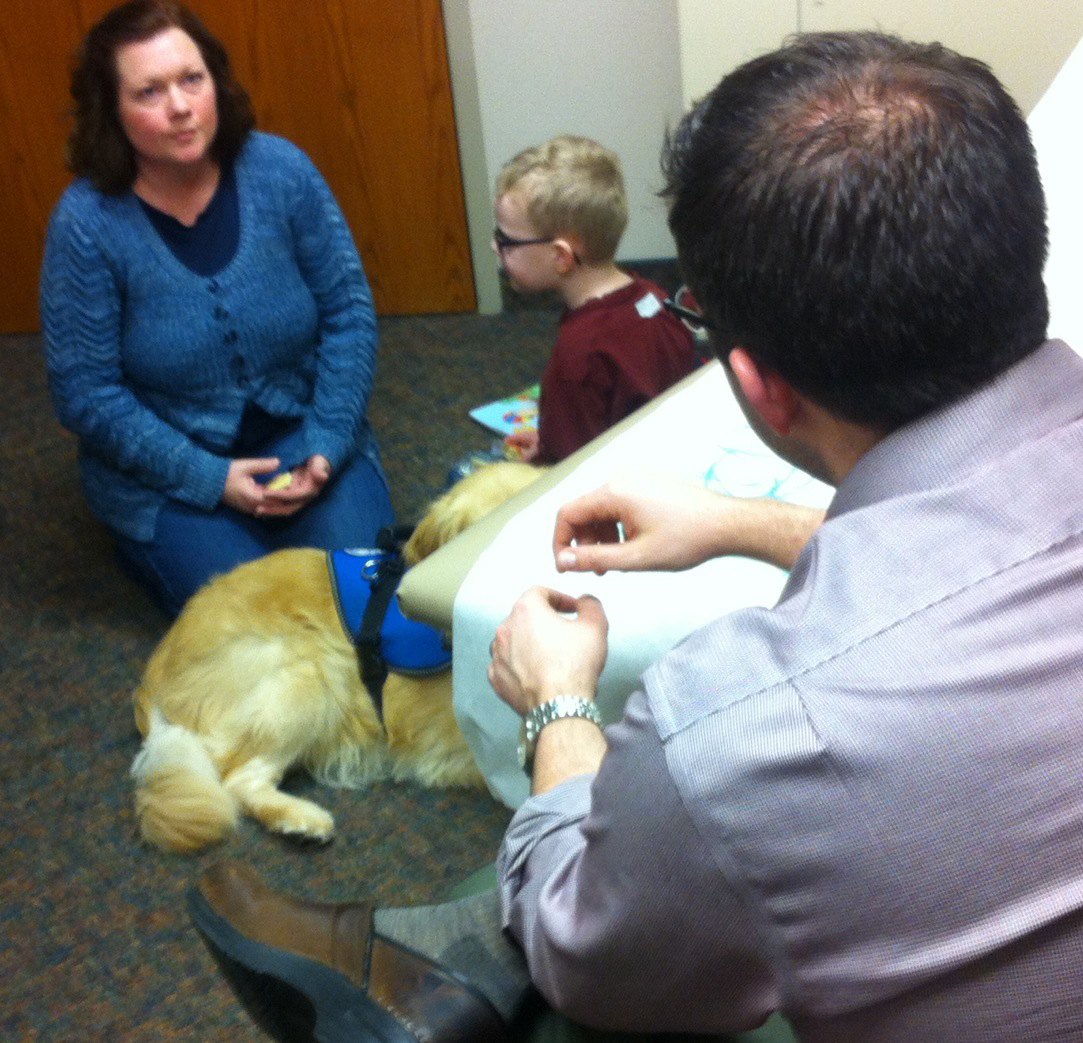
Chien thérapeutique destiné à calmer les patients, dans un cabinet médical.

Un chien travaillant avec un cynothérapeute est qualifié de « chien thérapeutique » ou de « chien médiateur », mais n'est en rien un thérapeute. Il sert seulement de lien entre le thérapeute et le patient. Une triangulaire est alors créée entre ces trois acteurs. Un chien médiateur n’est donc pas choisi par hasard. Son caractère est très important pour le travail, il s'agit d'un critère à prendre en compte. L'une des qualités essentielle recherchée chez un chien médiateur est son calme. De ce fait, les deux premières années de sa vie sont cruciales. Sa socialisation ainsi que son éducation doivent avoir été réalisées de manière sérieuse. De surcroît, sa relation avec les êtres humains doit être assurée et stable, et le lien avec son maître doit être fort[réf. souhaitée].

## Efficacité
En 1992, une étude de zoothérapie rassemblant un thérapeute, son chien ainsi que trois enfants autistes a montré qu’au bout d’une douzaine de séances les trois enfants à troubles autistiques avaient amélioré leur communication, établissaient des contacts visuels plus importants et avaient de meilleurs contacts avec autrui.
En 2002, F. Martin et J. Farnum étudient les effets de l'interaction avec des chiens sur des enfants avec troubles envahissants du développement (TED), âgés de 3 à 13 ans, pendant 45 séances, afin d'évaluer s'ils sont plus intéressés par la présence d'un chien vivant que par celle d'un objet en peluche ou d'une personne : d'après eux, ainsi que François Beiger et Aurélie Jean, qui ont commenté cette étude, « les résultats vont dans le sens d'un effet positif et donc bénéfique de la thérapie assistée par l'animal pour les enfants atteints de troubles envahissants du développement. Les enfants riaient plus souvent, et de plus en plus avec le chien vivant. Ils étaient donc d'humeur plus enjouée et avaient plus d'énergie ».

## Diffusion de la pratique
La cynothérapie est une activité très développée dans les pays nordiques, entre autres au Canada[réf. souhaitée].